# نصر الدين قنيفي
نصر الدين قنيفي (1943 - 2022)، هو مخرج سينمائي وكاتب سيناريو جزائري. يُعدّ من الجيل الأول للسينمائيين الجزائريين، وكان عضوًا نشطًا في الاتحاد السمعي البصري الجزائري.

## حياته
وُلد قنيفي سنة 1943 في مدينة قسنطينة، التحق بالمدرسة الكتانية سنة 1949، وتابع تعليمه في مدرسة الفنون الجميلة الجزائرية، ثم دراسات عليا في السينما والسمعي البصري بجامعة باريس 8. اشتغل الفقيد كتقني في الإذاعة والتلفزيون الجزائري ليواصل بعد ذلك الإخراج الوثائقي والروائي، التصوير، كتابة السيناريو وحتى الرسم الصحافي لأسبوعية «المجاهد».
توفي يوم الإثنين 1 أغسطس 2022 عن عمر يناهز 79 عاماً بعد معاناة طويلة من مرض عضال. ودفن في باريس حيث مسكنه منذ عام 1994.

## من أعماله
- فيلم “لم نكن أبطالا” 2017.
- اشتغل على أفلام وثائقية وأصدر عدة قصص قصيرة ورواية تاريخية بعنوان «أحمد باي الجزائري» سنة 2009،